# Maison des Ports
La maison des Ports est une maison située à Mailly-le-Château, en France.

## Localisation
La maison est située dans le département français de l'Yonne, sur la commune de Mailly-le-Château.

## Historique
L'édifice est inscrit au titre des monuments historiques en 2001.